# Moerckia blyttii
Moerckia blyttii là một loài rêu trong họ Pallaviciniaceae. Loài này được (Moerck ex Hornem.) Brockm. mô tả khoa học đầu tiên năm 1863.